# Авґустс Восс
Авґустс Едуардович Восс (30 жовтня 1916 , Тюменська область  — 10 лютого 1994 , Москва ) — радянський компартійний і державний діяч латиського походження. Обирався депутатом Верховної ради СРСР 7—11-го скликань, депутатом Верховної Ради Латвійської РСР. Член ЦК КПРС у 1971—1990 роках.

## Життєпис
Народився в селі Салтиково Ішимського повіту Тюменської губернії РРФСР (нині неіснуюче, в межах Вікуловського району Тюменської області Росії) в селянській родині. Трудову діяльність розпочав у 1933 році вчителем.
У 1939 році закінчив Тюменський державний учительський інститут. Протягом 1939—1940 років вчителював.
У 1940—1943 роках служив у лавах РСЧА. Учасник німецько-радянської війни на посадах політпрацівника.
Член ВКП(б) з 1942 року.
У 1943—1945 роках — директор середньої школи в Тюменській області.
З 1945 року — інструктор ЦК КП(б) Латвії. У 1948 році закінчив Вищу партійну школу при ЦК КПРС у Москві.
З 1949 року — завідувач сектора науки і вишів ЦК КП(б) Латвії, згодом — секретар парторганізації Латвійського університету.
Протягом 1950—1953 років навчався на аспірантурі Академії суспільних наук при ЦК КПРС, кандидат економічних наук (1953).
У 1953—1954 роках —завідувач відділу науки і культури, в 1954—1960 роках — завідувач відділу партійних органів ЦК КП Латвії.
27 січня 1960 — 15 квітня 1966 року — секретар, 15 квітня 1966 — 14 квітня 1984 року — перший секретар ЦК КП Латвії.
З 11 квітня 1984 року по 25 травня 1989 року — Голова Ради національностей Верховної ради СРСР.
З 1989 року — персональний пенсіонер союзного значення. Мешкав у Москві, де й помер. Похований на Троєкурівському цвинтарі.

## Нагороди
- чотири ордени Леніна (29.10.1966; 27.08.1971; 29.10.1976; 29.10.1986);
- орден Жовтневої Революції (12.12.1973);
- два ордени Вітчизняної війни 1-го ступеня (16.06.1976; 11.03.1985);
- чотири ордени Трудового Червоного Прапора (20.07.1950; 15.02.1958; 1.10.1965; 2.04.1981);
- медалі.